# Hickstead
Pour l’article homonyme, voir Hickstead (cheval).
Hickstead est le principal espace de concours international de saut d'obstacles d'extérieur britannique. Il est situé dans le Sussex de l'Ouest près de la ville de Haywards Heath dans le Sud de l'Angleterre.

## Histoire
Hickstead a été créé par Douglas Bunn qui a acheté un emplacement connu sous le nom local de "Hickstead" avec l'intention de créer un concours capable de rivaliser avec les concours prestigieux des États-Unis et d'Europe continentale
En 1960, s'est déroulé la première compétition. En 1965, les championnats du monde de dames y ont été organisés, puis en 1974, les championnats du monde. Des championnats d'Européens y sont régulièrement accueillis.
Depuis 1993 une aire de dressage a été installée et un concours appelé "Dressage à Hickstead" s'y déroule. En 1998, Hickstead a accueilli les championnats d'Europe de dressage Juniors et Jeunes cavaliers.

## CSIO*****
Tous les ans est organisé un CSIO***** dont la Coupe des nations est une étape de la LONGINES FEI Jumping Nations Cup™.
Ce concours à la particularité d'organiser deux Grands Prix, spécifiques par sexe : 
- Coupe de la reine Elizabeth pour les dames ;
- Coupe du roi Georges V pour les hommes.

## Derby
Un concours de Derby est organisé tous les ans pendant quatre jours et attire 20000 spectateurs. 
L'épreuve phare de ce Derby se dispute sur 1195 mètres avec des obstacles célèbres comme la digue du diable. La particularité de cette épreuve est qu’elle s'effectue sur un parcours fixe construit à l’identique chaque année. Seuls quelques terrains dans le monde permettent de proposer une telle épreuve. Hickstead fait partie de ceux-là, comme La Baule en France et Hambourg en Allemagne.

### Palmarès du Derby
- 1961 : Seamus Hayes (IRL) et Goodbye III
- 1962 : Pat Smythe (GBR) et Flanagan
- 1963 : Nelson Pessoa (BRA) et Gran Geste
- 1964 : Seamus Hayes (IRL) et Goodbye III
- 1965 : Nelson Pessoa (BRA) et Gran Geste
- 1966 : David Broome (GBR) et Mister Softee
- 1967 : Marion Coakes (GBR) et Stroller
- 1968 : Alison Westwood (GBR) et The Maverick III
- 1969 : Anneli Drummond-Hay (GBR) et Xanthos II
- 1970 : Harvey Smith (GBR) et Mattie Brown
- 1971 : Harvey Smith (GBR) et Mattie Brown
- 1972 : Hendrick Snoek (FRG) et Shirokko
- 1973 : Alison Dawes (Westwood) (GBR) et Mr. Banbury
- 1974 : Harvey Smith (GBR) et Salvador
- 1975 : Paul Darragh (IRL) et Pele
- 1976 : Eddie Macken (IRL) et Boomerang
- 1977 : Eddie Macken (IRL) et Boomerang
- 1978 : Eddie Macken (IRL) et Boomerang
- 1979 : Eddie Macken (IRL) et Boomerang
- 1980 : Michael Whitaker (GBR) et Owen Gregory
- 1981 : Harvey Smith (GBR) et Sanyo Video
- 1982 : Paul Schockemöhle (FRG) et Deister
- 1983 : John Whitaker (GBR) et Ryan`s Son
- 1984 : John Ledingham (IRL) et Gabhran
- 1985 : Paul Schockemöhle (FRG) et Lorenzo
- 1986 : Paul Schockemöhle (FRG) et Deister
- 1987 : Nick Skelton (GBR) et J Nick
- 1988 : Nick Skelton (GBR) et Apollo
- 1989 : Nick Skelton (GBR) et Apollo
- 1990 : Jozsef Turi (GBR) et Vital
- 1991 : Michael Whitaker (GBR) et Monsanta
- 1992 : Michael Whitaker (GBR) et Monsanta
- 1993 : Michael Whitaker (GBR) et Monsanta
- 1994 : John Ledingham (IRL) et Kilbala
- 1995 : John Ledingham (IRL) et Kilbala
- 1996 : Nelson Pessoa (BRA) et Loro Piana Vivaldi
- 1997 : John Popely (GBR) et Bluebird
- 1998 : John Whitaker (GBR) et Gammon
- 1999 : Rob Hoekstra (GBR) et Lionel II
- 2000 : John Whitaker (GBR) et Welham
- 2001 : Peter Charles (IRL) et Corrida
- 2002 : Peter Charles (IRL) et Corrida
- 2003 : Peter Charles (IRL) et Corrida
- 2004 : John Whitaker (GBR) et Buddy Bunn
- 2005 : Ben Maher (GBR) et Alfredo II
- 2006 : William Funnell (GBR) et Cortaflex Mondriaan
- 2007 : Geoff Billington (GBR) et Cassabachus
- 2008 : William Funnell (GBR) et Cortaflex Mondriaan
- 2009 : William Funnell (GBR) et Cortaflex Mondriaan
- 2010 : Guy Williams (GBR) et Skip Two Ramiro
- 2011 : Tina Fletcher (GBR) et Promised Land
- 2019 : Michael Pender  (IRL) et Hearton du Bois Halleux